# Fabio Nebuloni
Fabio Nebuloni (Busto Arsizio, 28 febbraio 1969) è un ex pentatleta italiano.

## Palmarès
In carriera ha conseguito i seguenti risultati:
- Mondiali:

Basilea 1995: argento nel pentathlon moderno a squadre e 5º posto assoluto individuale con carta olimpica vinta per le Olimpiadi di Atlanta 1996.
- Europei:

Campione europeo nella gara a staffetta nel 1995 a San Benedetto del Tronto
- Mondiali Militari:

1994 medaglia d'argento individuale a Malmö (Swe)
1996 medaglia d'oro gara a staffetta a San Antonio (Usa)
1997 medaglia d'oro nella gara individuale e nella competizione a squadre a Budapest (Hun)
1998 megalia d'oro nella gara individuale e nella competizione a squadre a Roma (Ita)
1999 medaglia di bronzo nella gara a staffetta e nella competizione a squadre a Varsavia (Pol)